# Salinas (Portoryko)
Salinas – miasto w Portoryko, w gminie Salinas.